# Puka Puka
|  | Aquest article és l'atol de la Polinèsia Francesa. Per l'atol homònim de les illes Cook, vegeu Pukapuka. |

Puka Puka és un atol de les Tuamotu, a la Polinèsia Francesa. És al nord-est de l'arxipèlag, a 1.190 km de Tahití. A vegades s'inclou en el grup de les illes de la Decepció, però es troba a 300 km a l'est i és culturalment diferenciat.

## Geografia
La superfície total és de 4 km² amb una llacuna petita i tancada de 2,2 km². La vila principal és Teonemahina, que vol dir «la sorra de Mahina». Al cens del 2022 tenia 137 habitants, el 2007 eren 164 habitants. Té un aeroport. Degut a l'aïllament, administrativament forma un municipi d'una única illa.

## Història
L'atol va ser poblat des de les illes Marqueses i la llengua local està més relacionada amb el marquesà que el paumotu. Antigament era conegut com a Mahina.
Puka Puka va ser la primera illa descoberta pels europeus a la Polinèsia. Fernão de Magalhães hi arribà el 24 de gener del 1521, la vigília de la festivitat de la conversió de Sant Pau. Decebut per no trobar-hi ni aigua ni fruits, anomenà l'illa São Paulo i el grup Ilhas Desafortunadas. Durant molts anys va ser pràcticament l'única illa que sortia als mapes al mig del Pacífic. El 1616 va ser redescobert pels neerlandesos Jacob Le Maire i Willem Cornelisz Schouten. Van trobar tres gossos de raça espanyola i l'anomenaren illa dels Gossos (Honden Eylandt).
A principi del segle xx va ser colonitzat per treballadors de Fakahina per explotar el recurs de guano i plantar cocoters per produir copra. El 1950 va ser la primera illa que va trobar Thor Heyerdahl després de creuar el Pacífic des del Perú amb el rai de construcció tradicional Kon-Tiki. El 1996 va ser devastat per un tifó.